# Струнный квартет № 19 (Моцарт)
Струнный квартет № 19 («Диссонанс»), K. 465 ― последний из шести так называемых «гайдновских квартетов» Вольфганга Амадея Моцарта, завершённый композитором 14 января 1785 года и впервые исполненный в присутствии Гайдна 12 февраля того же года. Ноты квартета были опубликованы издательством «Артария» 17 сентября 1785 года.

## Название
Своё название квартет получил из-за диссонанса (ля-бемоль альта + чистая ля первой скрипки), звучащего в начальных тактах сочинения. Первое критическое замечание по поводу этой нестандартной гармонии было сделано Джузеппе Сарти, познакомившимся с Моцартом в Вене в 1784 году. В своём анализе квартета Сарти назвал диссонанс «отвратительным» и обвинил автора произведения в том, что у него «железные уши». Композитор Франсуа-Жозеф Фети в своей статье, изданной в газете «Revue musicale» в 1830 году, высказал предположение, что диссонанс возник из-за ошибки в партитуре, и предложил сдвинуть вступление первой скрипки на один такт вперёд и продлить ноту ре второй скрипки до третьего такта. Однако, несмотря на всё вышеизложенное, многие музыковеды признают данный диссонанс частью замысла Моцарта, именуя его «функциональным предшественником Тристан-аккорда».

## Структура
Квартет написан в тональности до мажор и состоит из четырёх частей:
1. Adagio ― Allegro
2. Andante cantabile
3. Menuetto ― Trio. Allegro
4. Allegro molto